# Dr. Pimple Popper, la dottoressa schiacciabrufoli
Dr. Pimple Popper, la dottoressa schiacciabrufoli (Dr. Pimple Popper) è un reality televisivo statunitense trasmesso su TLC.
Inizialmente in onda il mercoledì alle 22:00 Eastern Time, la dott.ssa Pimple Popper è diventata il programma via cavo più votato nella sua fascia oraria tra le donne tra i 25 e i 54 anni. Il 14 agosto 2017, il giorno prima della trasmissione dell'episodio finale per la prima stagione, TLC ha annunciato di aver rinnovato la serie per una seconda stagione, con nuovi episodi in onda a gennaio 2019. Un altro speciale di un'ora è stato trasmesso il 13 dicembre 2018, prima dell'inizio della seconda stagione il 3 gennaio 2019 con i suoi episodi spostati al giovedì alle 21:00.
La terza stagione è stata presentata in anteprima l'11 luglio 2019, mentre la quarta è andata in onda a partire dal 26 dicembre 2019.
Dottoressa Lee: Claudia Razzi (doppiatrice).

## Trama
La serie ha come protagonista la dermatologa Sandra Lee, che cura pazienti con insoliti casi di disturbi della pelle e del viso, nella sua clinica di Inland Empire ad Upland, California.

## Edizioni
| Edizione | Inizio           | Fine            | Conduzione        | Puntate |
| -------- | ---------------- | --------------- | ----------------- | ------- |
| 1ª       | 11 luglio 2018   | 15 agosto 2018  | Dr.ssa Sandra Lee | 6       |
| 2ª       | 3 gennaio 2019   | 7 marzo 2019    | Dr.ssa Sandra Lee | 10      |
| 3ª       | 11 luglio 2019   | 1º agosto 2019  | Dr.ssa Sandra Lee | 4       |
| 4ª       | 26 dicembre 2019 | 30 gennaio 2020 | Dr.ssa Sandra Lee | 6       |

## Spin-off
Il 5 agosto 2020 è stata annunciata una serie spin-off intitolata Dr. Pimple Popper: Before the Pop, in anteprima il 3 settembre 2020.

## Critica
La prima stagione di Dr. Pimple Popper ha avuto una valutazione del 75% da Rotten Tomatoes. Kristen Baldwin di Entertainment Weekly ha assegnato all'episodio pilota una valutazione "B", commentando che ''Pimple Popper offre quell'esplosione di calore e di benessere che desideri da uno spettacolo di rifacimento, poiché dopo gli interventi, i pazienti offrono lacrimose testimonianze di come la Dr.ssa Lee ha migliorato la loro vita."